# Dian Fossey
Dian Fossey (n. 16 ianuarie 1932, California, SUA – d. 26 decembrie 1985, Karisoke Research Center⁠(d), Rwanda) a fost o specialistă americană în primatologie, antropologie și zoologie, cunoscută pentru studiile sale etologice întreprinse asupra unor grupuri de gorile de munte din Rwanda, pe o perioadă de peste 18 ani.
Fossey a format, împreună cu Jane Goodall și Birutė Galdikas, grupul de „forță” al cercetării primatelor, cunoscute ca Trimatele - The Trimates - (Fossey pentru gorile, Goodall pentru cimpanzei, și Galdikas pentru urangutani), special selectate și trimise de paleontologul Louis Leakey să studieze primatele mari în habitatul lor natural.
În 1978, Fossey a pus bazele fundației Digit Fund, denumită ulterior Dian Fossey Gorilla Fund International, care avea drept obiectiv studiul gorilelor și prevenirea braconajului. Lucrarea sa din 1983, Gorillas in the Mist, a îmbinat studiul științific al gorilelor de munte de la Centrul de Cercetare Karisoke, cu propriile aventuri trăite în Rwanda. Fossey a fost ucisă de o persoană neidentificată în 1985, cazul rămânând deschis. În 1988, cartea a fost adaptată într-un film omonim, cu Sigourney Weaver în rolul principal.
Dian Fossey este recunoscută ca unul dintre cei mai importanți primatologi din lume, activitatea sa de cercetare și conservare contribuind la reducerea tendinței de scădere a populației de gorile de munte. La comemorarea a 82 de ani de la naștere, Google i-a dedicat un Doodle special.

## Tinerețe
Dian Fossey s-a născut în San Francisco, California, ca fiică a lui Hazel (născută Kidd), fotomodel, și a lui George Edward Fossey III, agent imobiliar. Părinții ei au divorțat când avea șase ani.
Mama ei s-a recăsătorit în anul următor, cu omul de afaceri Richard Price. Tatăl ei biologic a încercat să păstreze legătura, dar mama ei a descurajat acest lucru, iar ulterior cei doi au pierdut orice contact. Tatăl vitreg al lui Fossey, Richard Price, nu a tratat-o niciodată ca pe propriul copil. Nu-i permitea să stea la masă cu el sau cu mama ei în timpul cinei. Un bărbat care adera la o disciplină strictă, Richard i-a oferit lui Fossey foarte puțin sprijin emoțional. Cu toate acestea, prin 1950, Richard și Hazel se vor muta cu Dian în Marin County, același comitat în care locuia tatăl ei, George Fossey, acum căsătorit cu doamna Gladys Bove (născută Kohler).
Fossey a urmat cursurile liceului Lowell High School. Sub îndrumarea tatălui său vitreg, s-a înscris la un curs de afaceri la Colegiul Marin din San Francisco. Cu toate acestea, petrecerea verii la o fermă din statul Montana, la vârsta de 19 ani, i-a reaprins dragostea pentru animale, și s-a înscris la un curs de biologie veterinară la Universitatea din California, Davis. Sfidând dorința tatălui său vitreg de a urma o școală de afaceri, Fossey a decis să-și petreacă viața profesională lucrând cu animalele. În consecință, părinții lui Fossey au ajuns să îi ofere doar un sprijin financiar minimal în viața ei de adult.

## Cercetare

### Începuturi
În 1963, Fossey a împrumutat 8.000 de dolari (atunci, salariul aferent unui an), și-a luat economiile de-o viață, și a plecat într-o vizită de șapte săptămâni în Africa.
În septembrie 1963, a ajuns în Nairobi, Kenya. Acolo, l-a cunoscut pe actorul William Holden, proprietarul hotelului Treetops, care i-a făcut cunoștință cu ghidul său de safari, John Alexander. Ca urmare, Alexander a devenit ghidul ei pentru următoarele șapte săptămâni prin Kenya, Tanzania, Republica Democrată Congo și Rhodesia, astăzi Zimbabwe. Traseul lui Alexander a inclus vizite la Tsavo, cel mai mare parc național din Africa, la lacul sărat Manyara, faimos pentru că atrage stoluri uriașe de flamingo, și la craterul Ngorongoro, cunoscut pentru abundența faunei sălbatice.
Ultimele două locuri pe care le-a vizitat au fost Cheile Olduvai din Tanzania (situl arheologic primordial al lui Louis și Mary Leakey) și Muntele Mikeno din Congo, unde, în 1959, zoologul american George Schaller a efectuat un studiu de pionierat de un an de zile asupra gorilei de munte.
La Olduvai, Fossey i-a întâlnit pe soții Leakey, în timp ce aceștia examinau zona, în căutare de fosile de hominizi. Leakey (astfel devenit, de facto, mentorul său de carieră) i-a vorbit lui Fossey despre activitatea primatologului englez Jane Goodall și despre importanța cercetărilor pe termen lung asupra marilor primate.

### Congo și Rwanda
Întoarsă în Statele Unite, Fossey l-a reîntâlnit pe Leakey în Louisville, statul Kentucky, în timpul unui turneu național de conferințe susținut de acesta. Paleontologul și-a amintit de ea și de interesul ei pentru gorilele de munte. La trei ani după safariul inițial, Leakey i-a sugerat lui Fossey că ar putea întreprinde un studiu pe termen lung asupra gorilelor, în același mod în care Jane Goodall a făcut-o cu cimpanzeii din Tanzania. Leakey a obținut finanțare pentru ca Fossey să cerceteze gorilele de munte, iar Fossey și-a părăsit locul de muncă pentru a se muta în Africa.
După ce a studiat swahili și a asistat la un curs de primatologie în cele opt luni necesare pentru obținerea vizei, Fossey a ajuns la Nairobi în decembrie 1966. Cu ajutorul activistei în ecologie Joan Root și al lui Leakey, Fossey a făcut rost de proviziile necesare și de un Land Rover vechi, pe care l-a numit „Lily”. În drum spre Congo, Fossey a vizitat Centrul de Cercetare Gombe Stream pentru a o întâlni pe Goodall și pentru a observa metodele de cercetare ale acesteia cu cimpanzeii. Însoțită de fotograful Alan Root, care a ajutat-o să obțină permisele de muncă pentru Munții Virunga, Fossey și-a început studiul de teren la Kabara, în Congo, la începutul anului 1967, pe aceeași pajiște unde Schaller își făcuse tabăra cu șapte ani mai devreme. Root a învățat-o tehnici de bază de urmărire a gorilelor, iar acolitul său, Sanwekwe, a ajutat mai târziu în tabăra lui Fossey. Trăind în corturi cu produse din conserve, Fossey cobora muntele până la „Lily” o dată pe lună, și făcea un drum de două ore până în satul Kikumba pentru a se aproviziona.
Fossey a identificat trei grupuri distincte în zona sa de studiu, dar nu s-a putut apropia de ele. În cele din urmă, a descoperit că imitarea acțiunilor lor și emiterea unor sunete de grohăit le liniștea, împreună cu un comportament supus și consumul plante locale. Mai târziu, ea a atribuit succesul său în obișnuirea gorilelor experienței sale de terapeut pentru copii cu autism. La fel ca George Schaller, Fossey s-a bazat foarte mult pe „amprentele nasului” pentru identificare, inițial prin schițe, iar mai târziu cu ajutorul aparatului foto.

La 24 septembrie 1967, Fossey a înființat Centrul de Cercetare Karisoke, o tabără izolată în pădurea tropicală, situată în provincia Ruhengeri, în apropierea a doi vulcani. Pentru numele centrului de cercetare, Fossey a folosit „Kari” pentru primele patru litere ale muntelui Karisimbi, care îi domina tabăra dinspre sud, și „soke” pentru ultimele patru litere ale muntelui Bisoke, ale cărui versanți se ridicau spre nord, chiar în spatele taberei. Dian a devenit cunoscută de localnici sub numele de Nyirmachabelli sau Nyiramacibiri, tradus ca „Femeia care trăiește singură pe munte”. Spre deosebire de gorilele din partea congoleză a munților Virunga, gorilele din zona Karisoke nu fuseseră niciodată obișnuite cu activitatea umană; ele cunoșteau oamenii doar ca braconieri, iar lui Fossey i-a luat mai mult timp pentru a le putea studia de la mică distanță. Fossey a încercat să obișnuiască gorilele prin copierea acțiunilor lor. Cu timpul, gorilele s-au obișnuit cu Fossey. După cum a explicat ea pentru BBC în 1984: 
|  | Sunt o persoană inhibată, și am simțit că și gorilele erau oarecum inhibate, așa că am imitat comportamentul lor natural, normal, cum ar fi hrănirea, ronțăitul tulpinilor sau scărpinatul. |

Fossey a făcut numeroase descoperiri despre gorile, inclusiv despre modul în care femelele se transferă de la un grup la altul de-a lungul deceniilor, vocalizarea gorilelor, ierarhiile și relațiile sociale dintre grupuri, rarul infanticid, dieta gorilelor și modul în care gorilele reciclează substanțele nutritive. Cercetările lui Fossey au fost finanțate de Fundația Wilkie și de Leakey Home, cu o finanțare principală din partea National Geographic Society. În 1970, ea a apărut pe coperta revistei National Geographic, ceea ce a atras o atenție extraordinară asupra activității sale.
Până în 1980, Fossey, care își obținuse doctoratul la Universitatea Cambridge din Marea Britanie, era recunoscută ca principala autoritate mondială în domeniul fiziologiei și comportamentului gorilelor de munte, definind gorilele ca fiind „giganți demni, foarte sociabili, blânzi, cu personalități individuale și relații familiale puternice”. Fossey a ținut prelegeri ca profesor la Universitatea Cornell în perioada 1981-1983. Cartea sa de succes, Gorillas in the Mist, a fost lăudată de Nikolaas Tinbergen, etolog și ornitolog olandez care a câștigat Premiul Nobel pentru fiziologie sau medicină în 1973. Rămâne cea mai bine vândută carte despre gorile.

## Moartea

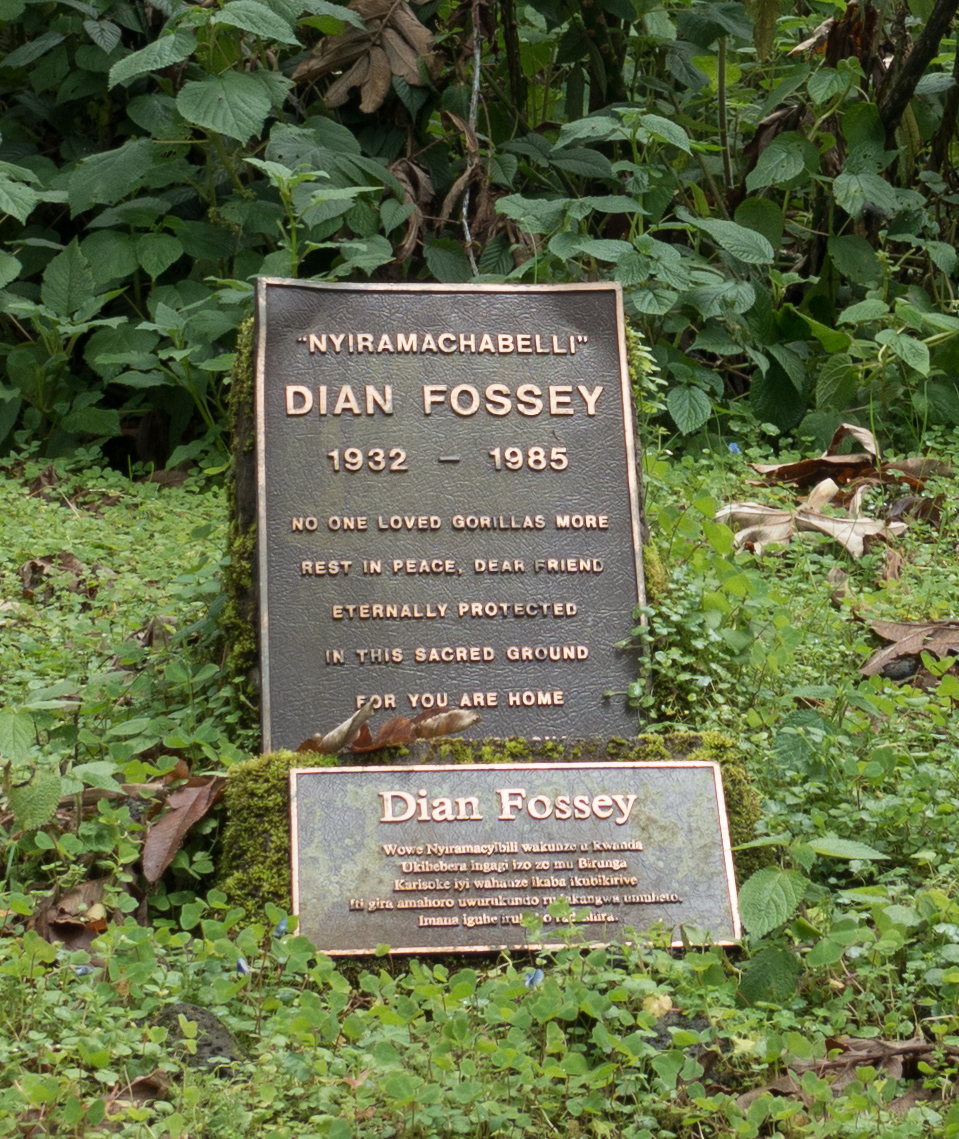
Mormântul lui Dian Fossey

În dimineața zilei de 27 decembrie 1985, cadavrul lui Fossey a fost descoperit în dormitorul cabanei sale, situată la marginea îndepărtată a taberei din Munții Virunga, Rwanda. Corpul ei a fost găsit cu fața în sus lângă cele două paturi în care dormea, la aproximativ 2 m de o gaură pe care atacatorul (sau atacatorii) o făcuseră în peretele cabanei. Wayne Richard McGuire, ultimul asistent de cercetare al lui Fossey la Karisoke, a fost chemat la fața locului de către servitorul lui Fossey, și a găsit-o ucisă cu bestialitate, relatând că „atunci când m-am aplecat să îi verific semnele vitale, am văzut că fața îi fusese despicată, în diagonală, cu o singură lovitură de macetă”. Cabana era plină de cioburi de sticlă, iar lângă ea, pe podea, se aflau un pistol de 9 mm și muniția. Cabana fusese jefuită. Cu toate acestea, jaful nu a fost, în mod evident, motivul crimei, deoarece obiectele de valoare ale lui Fossey se aflau încă în cabană, inclusiv pașaportul ei, pistoalele și mii de dolari în bancnote americane și cecuri de călătorie.
Fossey este înmormântată la Karisoke, într-un loc pe care ea însăși l-a construit pentru prietenii ei gorile. Ea a fost îngropată în cimitirul gorilelor alături de Digit, gorila sa preferată, și în apropierea multor primate ucise de braconieri. Slujbe de pomenire au avut loc și în New York, Washington, D.C. și California.